# Das Fest

Logo du festival

Das Fest est un festival annuel organisé à Karlsruhe depuis 1985. Il a généralement lieu au parc Günter-Klotz-Anlage, sur 3 jours le troisième week-end de juillet. C'est le plus grand festival en plein air d'Allemagne, il est très fréquenté et attire plusieurs centaines de milliers de personnes d'Allemagne et des pays alentour (Karlsruhe étant proche de la France).
Das Fest signifie simplement La Fête en allemand.
L'entrée au festival est gratuite le dimanche. Les autres jours, l'espace est séparé entre 2 scènes musicales payantes et une autre aire comportant d'autres scènes musicales et les concours de freestyle à skate-board et BMX, etc. Seules la nourriture et la boisson sont interdites à l'entrée du parc, par mesure de sécurité mais surtout parce que la vente à l'intérieur permet, avec les sponsors, le financement de la manifestation.
De nombreux concerts sont organisés sur une grande scène face à une butte et sous chapiteaux. D'autres activités sont également proposées, particulièrement pour les enfants, mais aussi des spectacles de théâtre, des diffusions de courts métrages et des démonstrations sportives (BMX, skateboard, beach-volley…).

## Galerie

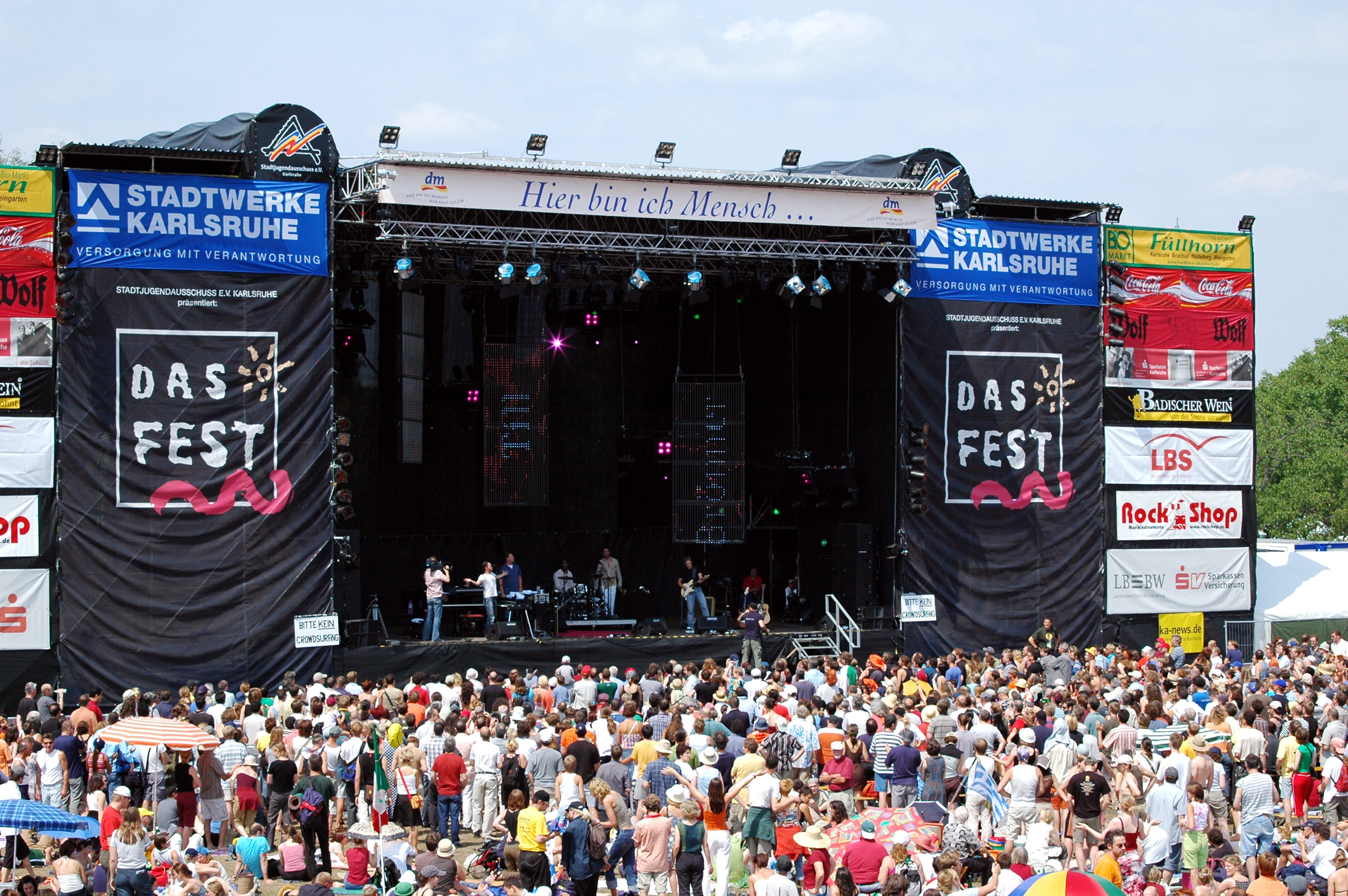
Das Fest Karlsruhe 2004
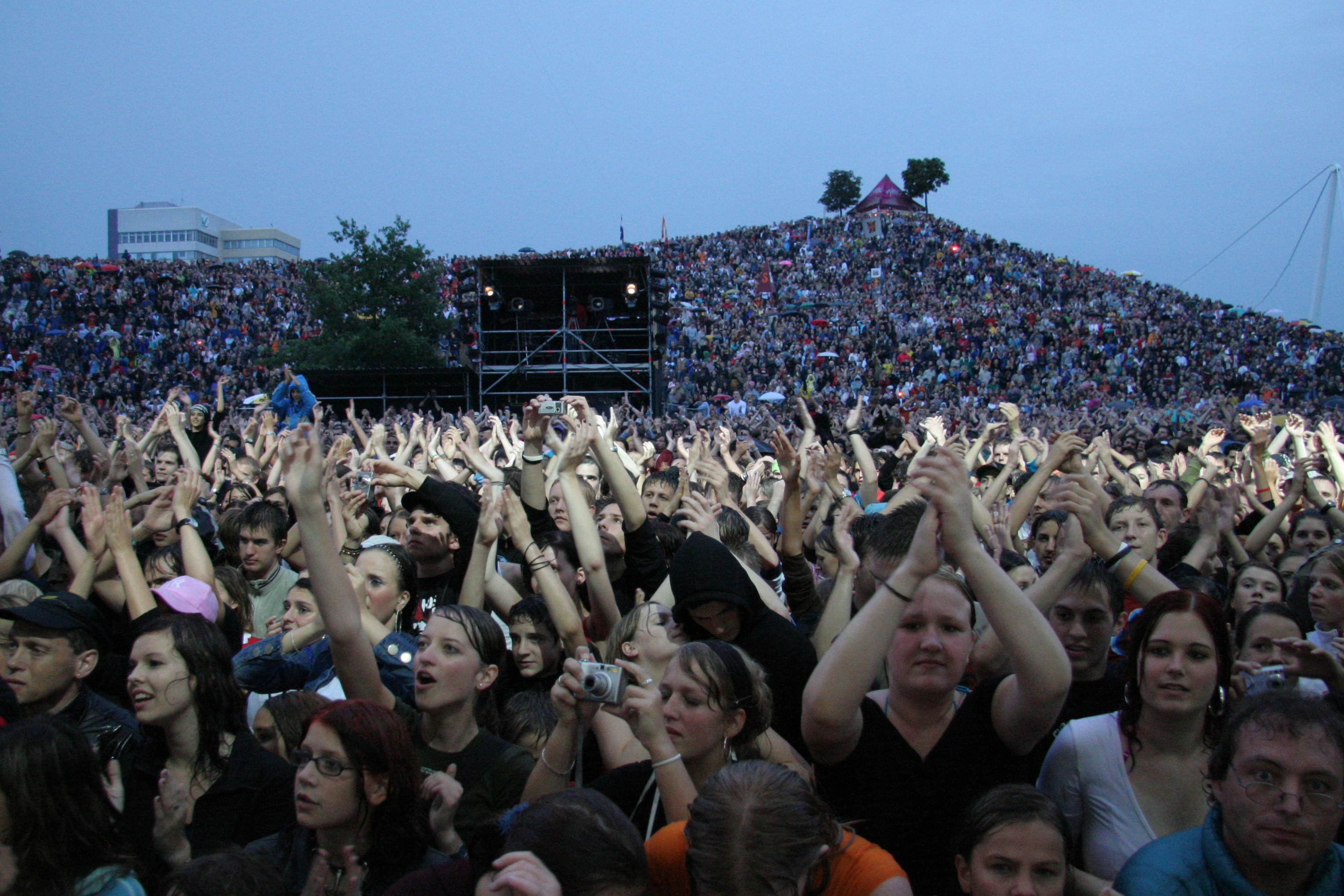
Das Fest Karlsruhe 2005
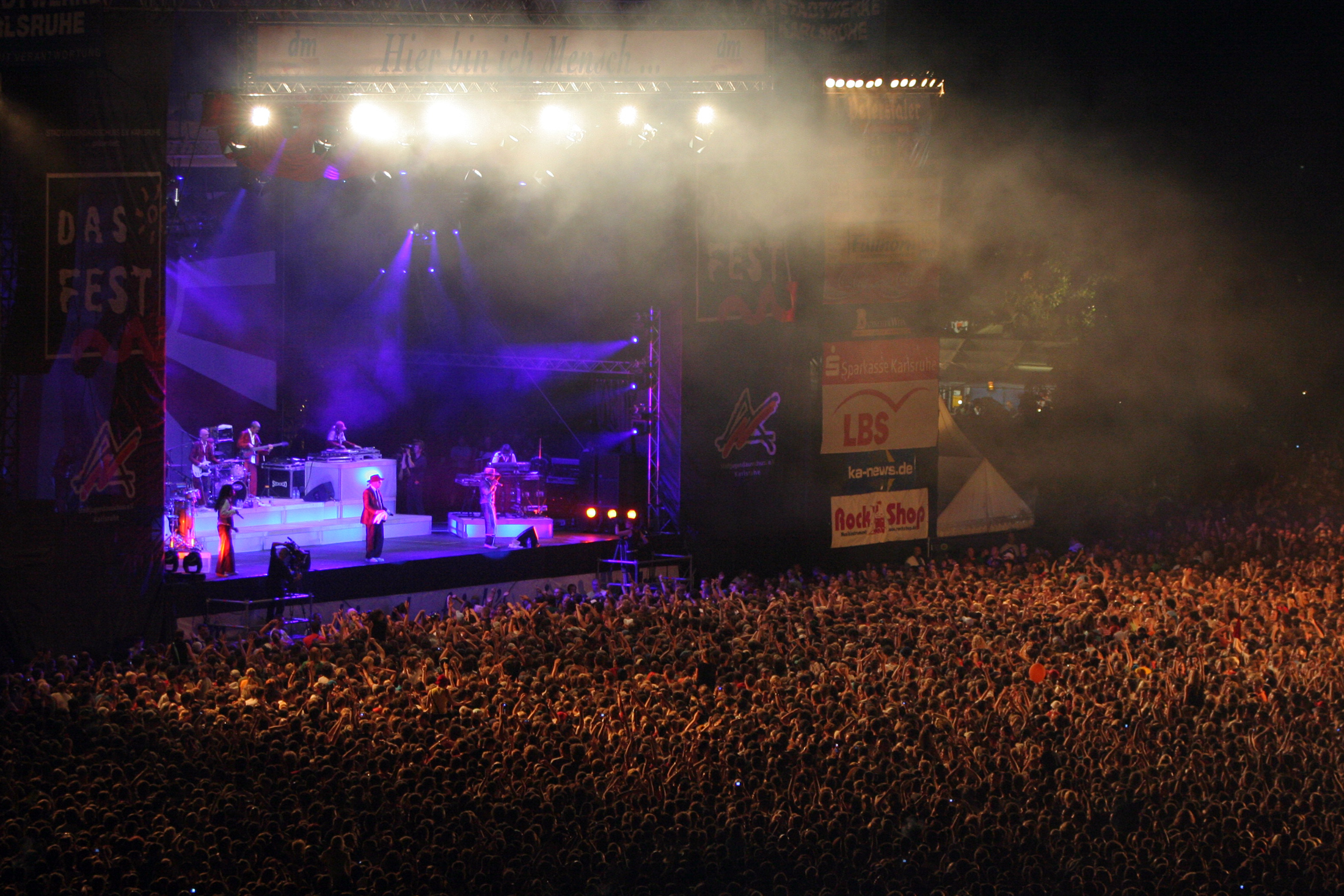
Das Fest Karlsruhe 2006, SEEED
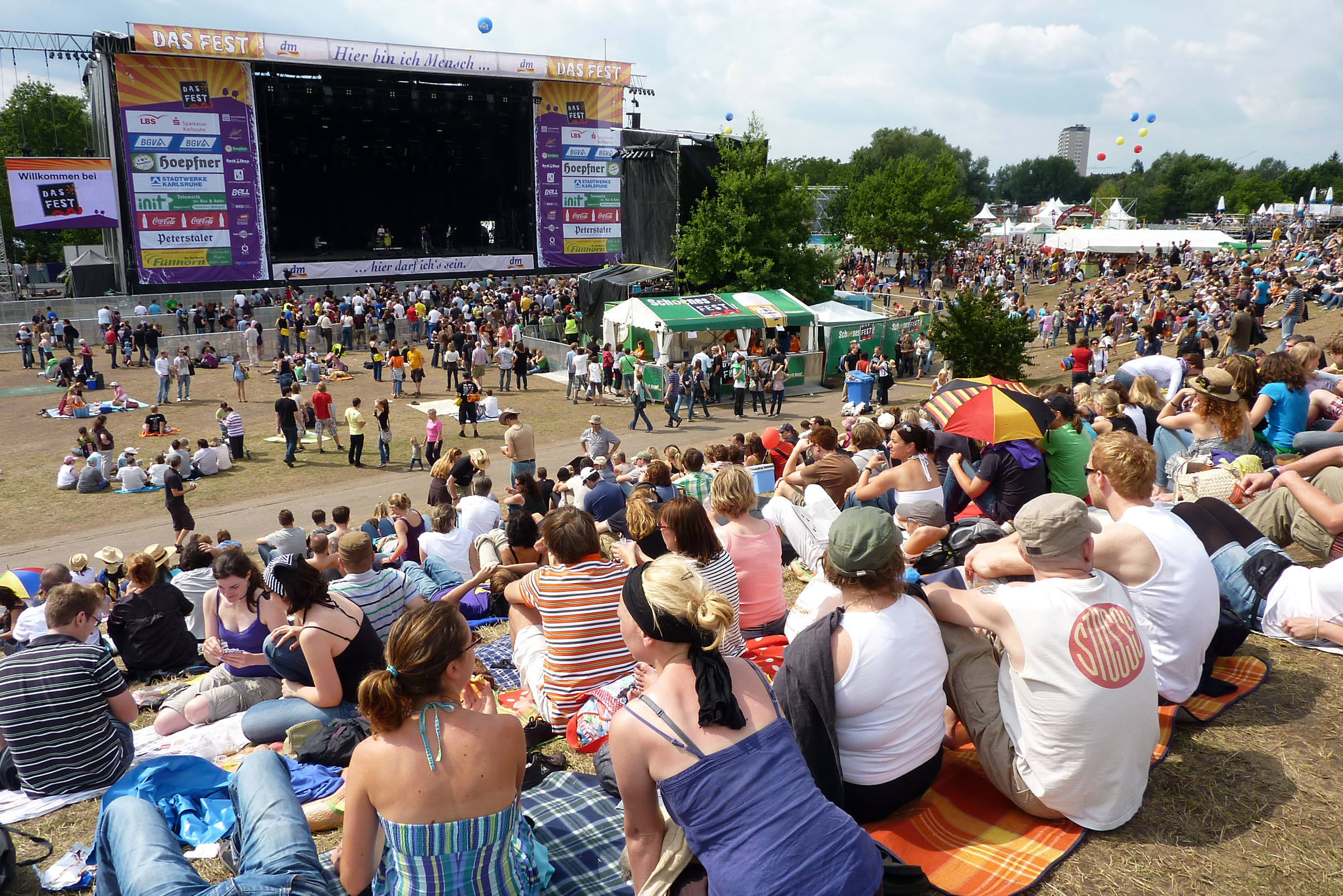
Das Fest Karlsruhe 2010

## Programmation musicale

### Années 1980
- 1985: CAPBAND feat. Phill Edwards, Haindling, Kolbe-Illenberger
- 1986: Dorfcombo, Kevin Coyne, Pur
- 1987: Hob Goblin
- 1988: Grachmusikoff, Jan Akkermann's Heardware, M. Walking on the Water, Pink Cream 69, Ralf Illenberger's Circle, Wolfgang Schmid's Superdrumming Band feat. Pete York
- 1989: Dr. Feelgood, Multicoloured Shades

### Années 1990
- 1990: Chaka Khan, Kraan, Mitch Ryder, Oropax, Volker Kriegel Band, Züri West
- 1991: No Sports, The Rhythm and Blues Circus feat. Cozy Powell & Chris Farlowe
- 1992: Fury in the Slaughterhouse, Sally Barker
- 1993: Alvin Lee Band, Maceo Parker, Nits, The Brandos
- 1994: Carmel, The Jeremy Days, Los Lobotomys, Marla Glen
- 1995: Big Country, Illegal 2001, Jazzkantine, Joan Armatrading, Six Was Nine
- 1996: Across the Border, Angélique Kidjo, Chico Science & Nação Zumbi, Cultured Pearls, Willy DeVille, Schwoißfuaß, The Seer
- 1997: Neneh Cherry, Dauner/Mangelsdorff, Ezio, Keb' Mo', Ocean Colour Scene, Simple Minds, Suzanne Vega
- 1998: Apocalyptica, Faithless, Guano Apes, New Model Army, Nils Petter Molvær, NTS, The Bobby Byrd Show, Tito & Tarantula
- 1999: Daúde, Fun Lovin' Criminals, George Clinton, Heather Nova, Jovanotti, Stoppok, Big Black Monsoon, No Sex until Marriage

### Années 2000
- 2000: Bananafishbones, BAP, Candy Dulfer, Ani DiFranco, Chumbawamba, Mambo Kurt, Such A Surge, The Wailers
- 2001: Asian Dub Foundation, Fünf Sterne deluxe, H-Blockx, Incognito, Till Brönner
- 2002: Across the Border, Bauchklang, Candy Dulfer, Hennes Bender, Jovanotti, Joy Denalane, NTS, Son Goku, Sportfreunde Stiller, Van Morrison, Vanessa Amorosi
- 2003: 17 Hippies, Bülent Ceylan, Frau Doktor, Füenf, Itchy Poopzkid, Jimmy Cliff, Königwerq, Moloko, Morcheeba, Seeed, Ska-P, The Explosion
- 2004: 2raumwohnung, Die Happy, Faithless, Gentleman, Jethro Tull, Till Brönner, Wir sind Helden
- 2005: Amparanoia, Edoardo Bennato, Ercandize & DJ Katch, Jackie Cola, Juli, Lenny Kaye, Lunik, Moneybrother, Pat Cash, Rough Lingo, SaltaCello feat. Peter Lehel, Silbermond, The Robocop Kraus, Within Temptation
- 2006: AKa Frontage, Basta, Christoph Sonntag, Culcha Candela, Die Schrillmänner, Kate Mosh, Kettcar, Kosheen, La Vela Puerca, Main Concept, New Model Army, Seachange, Seeed, Skin, Damnasty
- 2007: Abuela Coca, Beatsteaks, Die Fantastischen Vier, Fotos, Jess Jochimsen, Lampshade, Nico Suave & DJ Sparc & Denyo, Ohrbooten, Pink Cream 69, Pyranja & Sacha Korn, Schwarze Grütze, Sugarplum Fairy, Sunrise Avenue, Thomas Siffling Trio, Wallis Bird
- 2008: AKa Frontage, Fettes Brot, Irie Révoltés, KT Tunstall, Revolverheld, Róisín Murphy, Sportfreunde Stiller, Willy DeVille, The Beautiful Girls
- 2009: Äl Jawala, Blue King Brown, Callejon, Culcha Candela, Farin Urlaub Racing Team, Irie Révoltés, Peter Fox, Pop Shock, Rainer von Vielen, Roy Paci, Schandmaul, Snowgoons, Tina Dico, Zion I

### Années 2010
- 2010: Charlie Winston,Jam Delay, Editors, Gentleman, Bela B, Stanfour, Jay Farmer, Antimonotree, Nosliw, Full SpiN, The Garden Of Eden, Kaishakunin, War From A, Figli Di Madre Ignota, Was War Gestern!?, Pitchtuner, Jessie Evans, Max Mayer, Soulfood, Jay Edit, Shahrokh, Robin, Couchrausch, Klick Klack Klub, Mellow Vibrations, Thomas Brand, Nugath, Simon Pierro, Konrad Stöckel, Mareefield, Electro Baby, Sonic Avalanche, Miss Platnum, Jan Delay, Centermay, Monsters of Liedermaching, Florian & Band, Le Grand Uff Zaque, John Butler Trio
- 2011: Wir sind Helden, Clueso, Razorlight, Huecco, Bad Religion, Aura Dione, Skunk Anansie, Van Canto, Damion Davis, Jamaram, Your Demise, Sondaschule, Rocky Votolato, Mono, Ohrbooten, Jan Wittmer
- 2012: StereoDrama, Trombone Shorty, Deichkind, Donots, Maxïmo Park, Casper, Culcha Candela, Monsters of Liedermaching, Aphroe, Transmitter, Deez Nuts, Flo Mega, Urlaub in Polen, Moop Mama, Most Wanted Monster, Otto Normal, P-Vers & Claudio
- 2013: Seeed, Sportfreunde Stiller, Söhne Mannheims, Kettcar, Gentleman, Bosse, Leslie Clio, Kellerkommando, Triggerfinger, Blumio, Lingua Loca, Gasmac Gilmore, Mumuvitch Disko Orkestar, Sea + Air, Reptile Youth
- 2014: The BossHoss, Madsen, Patrice, Coely, Silla (Rapper), Nicolas Sturm, Bury Tomorrow, Soul Sister Dance Revolution, Volxtanz, Abby, Mighty Oaks, Zaz, Jupiter Jones, Mad Caddies
- 2015: Clueso, Endeffekt, Alles Wegen Günther, Heisskalt, Thees Uhlmann, Moop Mama, La Petite Rouge, Mats Heilig, Razz, Selig, The Subways, The Kooks, Roo Panes, Rio Reiser – König von Deutschland (Badisches Staatstheater), Joris, Fish, AnnenMayKantereit, Jay Ryze, 913, David Floyd, Curlyman, Lumaraa, Azad, Sea Time, Vision, The Lioncloud, Any Given Day, Raketkanon, Skip & Die, Die Goodmäns, Left Thumb Up, Die Nerven, Astroid Boys, GODS, Fritz Kalkbrenner
- 2016: Rea Garvey, Fettes Brot, Element of Crime, Wanda, Milky Chance, Von Brücken, Moop Mama, William Fitzsimmons, Mother Tongue, Dellé, Django 3000, Razz, Max Giesinger, Timothy Auld, Joey Voodoo, Novaa, Runway Lights, In Haze, Voodoo Kiss, Mats Heilig, The Lytics, Laas Unltd, YAST, The Bazzookas, Kofelgschroa, FùGù Mango
- 2017: Sportfreunde Stiller, Sido, Amy Macdonald, Donots, Jennifer Rostock, Meute, Drangsal, Zebrahead, Feine Sahne Fischfilet, Äl Jawala, Himmelblau, Reaching 62F, All Haze Red, Thomas Siffling Flow, Lotte, Henning Wehland, LaBrassBanda, Mars of Illyricum, Astronautalis, Curse, Brothers of Santa Claus, Finding Harbours, Resistance, Grizzly, Mother´s Cake, The Hirsch Effekt, Django S., Hackmann & Brezmann, The Fantastic Nine, Crimson Shore, Down with the Gypsies, Me + Marie, Wallis Bird